# Бреј сир Мериз
Бреј сир Мериз (фр. Breil-sur-Mérize) је насељено место у Француској у региону Лоара, у департману Сарт.
По подацима из 2011. године у општини је живело 1488 становника, а густина насељености је износила 80,87 становника/km².

## Демографија
| 1962. | 1968. | 1975. | 1982. | 1990. | 2011. |
| ----- | ----- | ----- | ----- | ----- | ----- |
| 1.162 | 1.059 | 1.025 | 1.076 | 1.079 | 1.488 |